# Ingenua
"Ingenua" é uma canção da cantora mexicana Dulce María, gravada para seu primeiro extended play, Extranjera: Primera parte (2010). Foi lançada em 2 de maio de 2011 como primeiro single do álbum Extranjera: Segunda parte (2011). Escrita por Pedro Dabdoub Sánchez e Mónica Vélez e produzida por Sebastián Krys. Em termos musicais, trata-se de uma balada pop na qual a intérprete se considera ingênua por ter sofrido uma desilusão amorosa. Para divulgação da obra, um vídeo musical – filmado em preto e branco e tons vintage – foi lançado na iTunes Store em 19 de março de 2011.

## Lançamento e composição
Após o lançamento de "Ya No" como single "carro-chefe' de Extranjera: Segunda Parte da cantora, em 12 de maio de 2011 deu a conhecer durante o concerto Oye que "Ingenua" serviria como primeira faixa de promoção do disco, uma progressão de seu primeiro extended play. Em 03 de março 2011, a própria cantora postou em sua conta oficial do Twitter que o público já podia pedir a faixa nas estações de rádio, embora não tenha sido lançada separadamente como single nas plataformas digitais.
"Ingenua" é, em termos musicais, uma canção de andamento balada que deriva da música pop, com uma duração de três minutos e vinte e quatro segundos. Foi escrita por Pedro Dabdoub Sánchez e Mónica Vélez e produzida por Sebastián Krys. As letras da canção falam de uma garota que teve um desilusão amorosa e rejeição, e aos poucos tenta seguir em frente e esquecer de tudo que sofreu.

## Vídeo musical
O vídeo musical da canção foi filmado na Argentina, assim como o vídeo da canção "Inevitable" e foi dirigido por Mariano Dawidson e Eric Dawidson, que são irmãos. Todo o vídeo foi filmado em preto e branco e tons antigos. Todo o ambiente era chuvoso e com folhas caindo, enquanto Dulce descobre que foi traída. O videoclipe termina com Dulce com asas com uma mariposa em um ambiente colorido, dando a ideia de que antes era inverno e acabava de chegar a primavera.
Foi lançado em 19 de julho de 2011 no iTunes e no canal pessoal da cantora no Youtube, porém o vídeo foi excluído por motivos desconhecidos e postado no canal da VEVO da cantora logo após,logo o video perdeu todas as sua visualizações que já passava dos 10 milhões e recomeçou, estando agora com mais de 4 milhões.

## Faixas
| Download digital |           |                                     |                |         |  |
| N.º              | Título    | Compositor(es)                      | Produtor(es)   | Duração |  |
| 1.               | "Ingenua" | Pedro Dabdoub Sánchez, Mónica Vélez | Sebastián Krys | 3:24    |  |

## Desempenho nas paradas
| Lista (2011)                  | Melhor posição |
| ----------------------------- | -------------- |
| México - México Top 100       | 6              |
| Uruguai - Uruguai Top 100     | 21             |
| Argentina - Top 100 Argentina | 87             |

## Prêmios e indicações
| Ano  | Prêmio         | Categoria                      | Resultado |
| ---- | -------------- | ------------------------------ | --------- |
| 2011 | Premios Quiero | "Mejor Vídeo Artista Femenino" | Venceu    |